# Prolesja
Prolesja (bulgariska: Пролеша) är ett distrikt i Bulgarien.   Det ligger i kommunen Obsjtina Bozjurisjte och regionen Sofijska oblast, i den västra delen av landet, 17 km nordväst om huvudstaden Sofia.
Trakten runt Prolesja består till största delen av jordbruksmark. Runt Prolesja är det tätbefolkat, med 849 invånare per kvadratkilometer.